# Doçal Graudo
Die Rotweinsorte Doçal Graudo  ist in Nordportugal verbreitet und ist in der Region des Vinho Verde, dem Minho, zugelassen. Sie wird für einfache Tafelweine verwendet.
Die sehr ertragsstarke, spätreifende Sorte ergibt rubinrote Weine von einfacher Qualität.
Es gibt auch die Sorten Doçal und Doçal de Refóios.
Synonyme: Doçais Noir, Doçal Grande, Doçar borralho, Doçar Graudo und Doçar miudo.

## Ampelographische Sortenmerkmale
In der Ampelographie wird der Habitus folgendermaßen beschrieben:
- Die Triebspitze ist offen. Sie ist weißwollig behaart. Die gelbgrünen Jungblätter sind leicht wollig behaart.
- Die dünnen Blätter sind fünflappig und tief gebuchtet. Die Stielbucht ist V-förmig offen. Das Blatt ist spitz gesägt. Die Zähne sind im Vergleich der Rebsorten eng gesetzt.
- Die walzenförmige Traube ist klein bis mittelgroß, geschultert und dichtbeerig. Die leicht länglichen Beeren  sind mittelgroß und von schwarzblauer Farbe.

Die spät spätreifende Rebsorte ist sehr wuchsstark.